# Catarina Pereira
Catarina Pereira, född 13 juni 1990, är en portugisisk popsångerska och skådespelare. Pereira deltog med bidraget "Canta Por Mim" i Portugals uttagning till Eurovision Song Contest 2010 i Oslo.